# Aneilema pedunculosum
Aneilema pedunculosum là một loài thực vật có hoa trong họ Commelinaceae. Loài này được C.B.Clarke mô tả khoa học đầu tiên năm 1881.